# ثعلب‌گلی
ثعلب‌گلی (نام علمی: Orchidantha) نام یک سرده از راسته زنجبیل‌سانان است.